# Ekticka
Ekticka (Phellinus robustus) är en svampart som först beskrevs av Petter Adolf Karsten, och fick sitt nu gällande namn av Bourdot & Galzin 1928. Ekticka ingår i släktet Phellinus och familjen Hymenochaetaceae.  Arten är reproducerande i Sverige. Inga underarter finns listade i Catalogue of Life.

## Bildgalleri

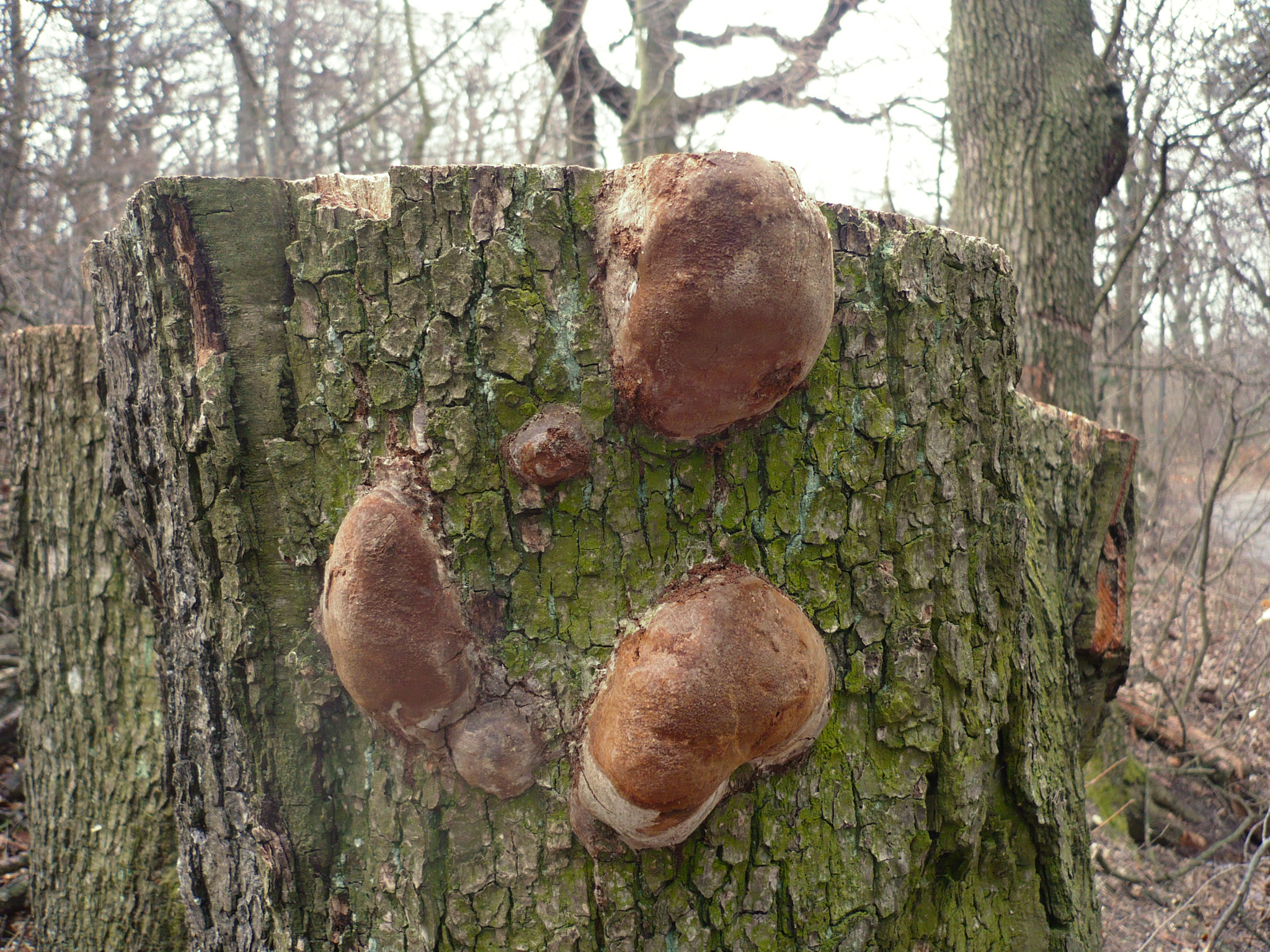